# Mahvelat (Verwaltungsbezirk)
Mahvelat (persisch شهرستان مه ولات) ist ein Schahrestan in der Provinz Razavi-Chorasan im Iran. Er enthält die Stadt Mahvelat, welche die Hauptstadt des Verwaltungsbezirks ist.

## Demografie
Bei der Volkszählung 2016 betrug die Einwohnerzahl des Schahrestan 51.409. Die Alphabetisierung lag bei 82 Prozent der Bevölkerung. Knapp 43 Prozent der Bevölkerung lebten in urbanen Regionen.
| Zensusjahr | Einwohnerzahl |
| ---------- | ------------- |
| 2011       | 48.900        |
| 2016       | 51.409        |